# 非調和解析
非調和解析（ひちょうわかいせき、英: Non-harmonic analysis）、NHAとは、離散フーリエ変換（DFT）や一般化調和解析（GHA）に比べ、10万～100億倍以上の精度の向上が見込まれる信号解析方法。

## 概要
NHAは分析窓の影響を受けにくいため、高い周波数分解能を有し、これまでの周波数解析法に比べ10万 〜 100億倍の精度向上が見込める。そのため、信号の微小な変化も解析することができる。

## 長所
- 従来の信号解析法の10万～100億倍以上の精度の向上
- 計測素子の計測能力や情報集積技術の向上
- 医療計測の計測精度の向上[2]
- 高画質画像等の通信に必要な符号の高圧縮化[3]

## 用途
音響、静止画、動画、経済指標、医用機器、光学機器など信号解析にフーリエ変換を利用している分野